# Turza (województwo podkarpackie)
Turza – wieś w Polsce położona w województwie podkarpackim, w powiecie rzeszowskim, w gminie Sokołów Małopolski.
| SIMC    | Nazwa       | Rodzaj     |
| ------- | ----------- | ---------- |
| 0661687 | Górki       | część wsi  |
| 0661693 | Nowa Turza  | część wsi  |
| 0661701 | Stara Turza | część wsi  |
| 0661718 | Turza-Zalas | przysiółek |

W 1944 r. w lesie w pobliżu Turzy NKWD dokonało mordu na żołnierzach i oficerach Armii Krajowej i Narodowych Sił Zbrojnych z pobliskiego obozu NKWD w Trzebusce. Przez miejscowość przebiega niebieski szlak turystyczny z Głogowa Młp. do Leżajska.
W latach 1975–1998 miejscowość położona była w województwie rzeszowskim.